# Atlético Morelia
Atlético Morelia is een Mexicaanse voetbalclub uit Morelia, Michoacán. De club is opgericht op 21 november 1924 en speelt in de Liga de Expansión MX, het tweede niveau van het Mexicaanse professionele voetbal. Thuisstadion is het Estadio Morelos, dat 41.500 plaatsen telt.
In 1999 veranderde de club haar naam in Monarcas Morelia. In juni 2020 verhuisde Monarcas Morelia naar Mazatlán en veranderde haar naam in Mazatlán Football Club.
In dezelfde maand verhuisde Atlético Zacatepec uit Morelos naar Morelia en veranderde haar naam in Atlético Morelia, waarmee de oorspronkelijke naam uit 1924 hersteld werd.

## Erelijst
Nationaal
- Landskampioen

Invierno 2000
- Segunda División

1981
Clausura 2022 (Liga de Expansión Mx)
- Copa MX

Apertura 2013
- Supercopa MX

2014
Internationaal
- North American SuperLiga

2006

## Bekende (oud-)spelers
- Luis García
- Ariel Graziani
- Ever Guzmán
- Rafael Márquez Lugo
- Aldo Ramírez
- Jafet Soto
- Andrés Mendoza
- Jefferson Montero
- Jaime Vera
- Miguel Sabah